# Ramón Langa
Ramón Langa Prats (Madrid, 26 de diciembre de 1959) es un actor español. Ha trabajado en teatro, cine y televisión. Trabaja también como actor de doblaje, posee una voz grave y es conocido por ser la voz habitual en castellano de Bruce Willis y Kevin Costner.

## Biografía
Ramón Langa nació el 26 de diciembre de 1959 en Madrid. En 1980 cursó estudios de Arte Dramático. Poco tiempo después ingresó en la escuela de doblaje de Salvador Arias y Enrique Cornejo. En 1996 se casó con la presentadora de televisión Marta Robles. Mantuvo una relación sentimental con la modelo María Pineda.
En 1981, se inició en doblaje. Una de sus primeras interpretaciones fue doblando a Swift, el zorro de la serie David el Gnomo que no articula palabras, reduciéndose su actuación a gemidos, jadeos y aullidos. Desde ahí en adelante, entre sus trabajos están haber prestado su voz a personajes de videojuegos, películas, y series de televisión. Aparte de ser la voz habitual de actores como Bruce Willis y Kevin Costner; también ha doblado a actores como Keith Carradine, Willem Dafoe, Craig T. Nelson, Sean Bean, entre otros. Gracias a sus muchos años en doblaje, es una de las voces recurrentes de la publicidad desde mediados de los 80 hasta la actualidad. Siendo la voz de múltiples campañas de publicidad. 
En teatro ha intervenido en el montaje de Pregúntame por qué bebo (1997), de Juan Carlos Ordóñez, y Vamos a contar mentiras (2010), de Alfonso Paso.

## Filmografía

### Cine (filmografía selecta)
- Sábado sabadete (1983)
- Morirás en Chafarinas (1995)
- Adosados (1996)
- El color de las nubes (1997)
- Yoyes (1999)
- La ciudad de los prodigios (1999)
- Pacto de brujas (2002)
- Alas rotas (2002)
- Diario de una becaria (2003)
- Tiovivo c. 1950 (2004)
- No digas nada (2007)
- 1612 (2007)
- Sexykiller, morirás por ella (2008)
- El libro de las aguas (2008)
- El Capitán Trueno y el Santo Grial (2011)
- Perdona si te llamo amor (2014) (voz)
- El hombre que quiso ser Segundo (2015)
- El crack cero (2019)
- 365 días: Aquel día (2022)
- A todo tren 2. Sí, les ha pasado otra vez (2022)

### Televisión
| - Hospital Valle Norte - Tiempo cero (14 de enero de 2019) - El Ministerio del Tiempo - Cómo se reescribe el tiempo (9 de marzo de 2015) - Tiempo de leyenda (15 de febrero de 2016) - Hasta que el tiempo nos separe (16 de mayo de 2016) - La fuga (2012) - La hora de José Mota - Las apariencias engañan (23 de diciembre de 2011) - Cuéntame cómo pasó - Hoy empieza todo (29 de septiembre de 2011) - Sin tetas no hay paraíso - Una nueva vida (5 de marzo de 2008) - Cata en el espejo (12 de marzo de 2008) - Diez en Ibiza (2004) - Código fuego (2003) - Paraíso - Encuentros (9 de agosto de 2001) - El comisario - Mal de ojo (12 de febrero de 2001) - Estudio 1 - Yo estuve aquí antes (25 de enero de 2000) - Hora punta (1999-2000) - Entre naranjos (1998) | - A las once en casa (1998) - Periodistas - ¡Fuerza, Willy, fuerza! (27 de enero de 1998) - Blasco Ibáñez (1998) - Médico de familia - Una amigo inesperado (17 de junio de 1997) - La despedida (24 de junio de 1997) - Éste es mi barrio - Si yo fuera rico (20 de septiembre de 1996) - Cándido el labrador (4 de octubre de 1996) - Fin de carrera (29 de noviembre de 1996) - Turno de oficio: Diez años después - El bicumpleaños (14 de mayo de 1996) - Yo, una mujer (1996) - Farmacia de guardia - Con un par (17 de noviembre de 1994) - Turno de oficio - Oso de peluche (28 de enero de 1987) |

### Teatro
- Don Juan Tenorio (2002).
- Corona de amor y muerte (2003).
- El alcalde de Zalamea (2003).
- Drácula (2011).
- Hay que deshacer la casa (2014), de Sebastián Junyent.
- La cena de los idiotas (2015).[3]
- Seis personajes en busca de autor (2025)

## Películas en las que ha doblado al actor principal
- Doblando a Bruce Willis (alfabéticamente):

| Película                           | Personaje                       |
| ---------------------------------- | ------------------------------- |
| 16 calles                          | Jack Mosley                     |
| Ally McBeal                        | Dr. Nickles (2x12)              |
| Luz de luna                        | David Addison                   |
| Armageddon                         | Harry S. Stamper                |
| Bandidos                           | Joe Blake                       |
| Chacal                             | Chacal                          |
| Cita a ciegas                      | Walter Davis                    |
| Doce monos                         | James Cole                      |
| El caso Slevin                     | Goodkat                         |
| El color de la noche               | Dr. Bill Capa                   |
| El desayuno de los campeones       | Dwayne Hoover                   |
| El gran halcón                     | Hudson Hawk                     |
| El protegido                       | David Dunn                      |
| El quinto elemento                 | Korben Dallas                   |
| El sexto sentido                   | Malcolm Crowe                   |
| El último Boy Scout                | Joe Hallenbeck                  |
| El último hombre                   | John Smith                      |
| Estado de sitio                    | William Devereaux               |
| Falsas apariencias                 | Jimmy "El Tulipán" Tudeski      |
| Four Rooms                         | Leo                             |
| Friends                            | Paul Stevens (6x21, 6x22, 6x23) |
| Glass                              | David Dunn                      |
| Historia de lo nuestro             | Ben Jordan                      |
| Hostage                            | Jeff Talley                     |
| Jungla de cristal                  | Detective John McClane          |
| Jungla de cristal II. Alerta roja  | Detective John McClane          |
| Jungla de cristal III. La venganza | Detective John McClane          |
| La guerra de Hart                  | Coronel William A. McNamara     |
| La hoguera de las vanidades        | Peter Fallow                    |
| La jungla 4.0                      | John McClane                    |
| La jungla: un buen día para morir  | John McClane                    |
| Lágrimas del sol                   | A. K. Waters                    |
| Los Ángeles de Charlie: Al límite  | William Rose Bailey             |
| Los mercenarios                    | Sr. Church                      |
| Luz de luna                        | David Addison                   |
| Más falsas apariencias             | Jimmy "El Tulipán" Tudeski      |
| Mercury Rising (Al rojo vivo)      | Arthur "Art" Jeffries           |
| Múltiple                           | David Dunn                      |
| Nancy Drew (2007)                  | Bruce Willis                    |
| Ni un pelo de tonto                | Carl Roebuck                    |
| Ocean's Twelve                     | Bruce Willis                    |
| Pensamientos mortales              | James Urbanski                  |
| Persecución mortal                 | Sargento Tom Hardy              |
| Planet Terror                      | Teniente Muldoon                |
| Pulp Fiction                       | Butch                           |
| Seduciendo a un extraño            | Harrison Hill                   |
| Sin City (Ciudad del pecado)       | Hartigan                        |
| The Kid (El chico)                 | Russell M. Duritz               |

- Doblando a Kevin Costner (alfabéticamente):

| Película                    | Personaje       |
| --------------------------- | --------------- |
| Bailando con lobos          | Teniente Dunbar |
| Campo de sueños (redoblaje) | Ray Kinsella    |
| Dicen por ahí               | Beau Burroughs  |
| El guardaespaldas           | Frank Farmer    |
| JFK, caso abierto           | Jim Garrison    |
| La carrera de la vida       | Marcus Sommers  |
| Mensaje en una botella      | Garret Blake    |
| Mensajero del futuro        | El cartero      |
| Tin Cup                     | Roy McAvoy      |
| Un mundo perfecto           | Butch Haynes    |

## Otros proyectos donde ha participado

### Videojuegos
- Ha participado en el doblaje del videojuego Die Hard: Vendetta (2003), doblando al personaje  John McClane.
- Ha participado en el doblaje del videojuego XIII (videojuego) (2003), doblando al protagonista Steve Rowland (Jason Fly).
- Ha participado en el doblaje del videojuego para PC, The Abbey (2008), doblando a Fray Leonardo de Toledo, un monje que llega a una abadía para investigar un crimen.
- Puso voz al tráiler en español del juego Metal Gear Solid 4: Guns of the Patriots (2008).
- Ha participado en el doblaje del videojuego Assassin's Creed II (2009), doblando a "Antonio". Jefe de la Gilda dei Ladri di Venezia (Gremio de Ladrones de Venecia).
- Ha participado en el doblaje del videojuego Crackdown 2 (2010), doblando a la voz de la Agencia.
- Ha participado en el doblaje del videojuego Randal's Monday (2014), doblando a la voz del Sargento Kramer.
- Ha participado en el doblaje del videojuego Rainbow 6 Siege (2015), doblando a Montagne.
- Ha participado en el doblaje del videojuego Overwatch (2016), doblando a Soldado 76.
- Ha participado en el doblaje del videojuego Tom Clancy's Ghost Recon Breakpoint (2019), doblando a Trey Stone.
- Ha participado en el doblaje del videojuego Blasphemous 2 (2023).

### Otros trabajos
- Ha participado en el disco Non Freno (2002) del grupo de rap Duo Kie.
- Prestó su voz para la narración en tercera persona del cortometraje El secdleto de la tlompeta (1995), dirigido por Javier Fesser.
- Puso su voz a los anuncios de los zumos Don Simón.[4]
- Ha participado en el doblaje del programa andaluz de Canal Sur La respuesta está en la historia (2011), como voz en off de cada capítulo.
- El grupo catalán Els Amics de les Arts le han dedicado una canción llamada "L'home que dobla en Bruce Willis", del CD Espècies per catalogar (2012).
- También dobló a Swift el zorro en David el Gnomo (1985), a Rocky el gallo volador en Chicken Run (2000), al pez Gill de la película Buscando a Nemo (2003) y al Filemón del sueño de la película Mortadelo y Filemón contra Jimmy el Cachondo (2014).
- Narración del cortometraje para la promoción de la 5.ª colección de joyas de María Pombo para Agatha París (octubre de 2020).
- Ha producido anuncios para la empresa local canaria Dormitorum.[5]